# Robin Bourne-Taylor
Robin Edwin George Bourne-Taylor (George Town, Islas Caimán, 22 de julio de 1981) es un deportista británico que compitió en remo. Ganó dos medallas de bronce en el Campeonato Mundial de Remo, en los años 2003 y 2007, ambas en la prueba de ocho con timonel.

## Palmarés internacional
| Campeonato Mundial | Campeonato Mundial | Campeonato Mundial | Campeonato Mundial |
| Año                | Lugar              | Medalla            | Prueba             |
| ------------------ | ------------------ | ------------------ | ------------------ |
| 2003               | Milán (Italia)     | Medalla de bronce  | Ocho con timonel   |
| 2007               | Múnich (Alemania)  | Medalla de bronce  | Ocho con timonel   |